# Waco CG-13
Waco CG-13 — американский тяжёлый транспортный планёр времён Второй мировой войны.

## История
Военный планёр Waco CG-13 был разработан по заказу военного департамента США как крупный транспортный планёр. В разработке первых проектов было предложено пять образцов, конкурс выиграла модификация XCG-13 на основе среднего планёра CG-4, которую подготовила компания Waco Aircraft Company из Троя, Огайо.
Первый полёт прототипа состоялся 10 марта 1943 года, после чего его утвердила приёмная комиссия и производство планёра было размещено на двух авиационных заводах: Ford Motor Company в Кингсфордe (Мичиган) и Northwestern Aeronautical в Сент-Поле (Миннесота).

## Описание конструкции
Планёр Waco CG-13A представляет собой подкосный высокоплан со смешанной металлo-деревянной конструкцией.
Двухбалочные крылья выполнены из дерева, покрыты тонкой фанерой и дополнительно покрыты холстом. Крылья оснащены элеронами. Стойка V-образная.
Конструкция фермы изготовлена из сварных стальных труб и покрыта холстом. Оборудование было загружено в планёр спереди после того, как кабина пилота была поднята. Сбоку была дополнительная дверь. Пол планёра в зоне погрузки был усилен.
CG-13A мог поднять в воздух 4600 кг полезной нагрузки (планировалось брать на борт 30-42 вооружённых десантников, или 105-мм гаубица M2, или грузовой автомобиль). Планёр мог летать со скоростью до 127 км/ч после отцепки от самолёта-буксировщика.

## Технические характеристики
- Экипаж: 2
- Вместимость: 30-42 вооружённых солдата или 4600 кг груза
- Длина: 16,56 м
- Размах крыльев: 26,11 м
- Высота: 6,17 м
- Площадь крыла: 81,10 м²
- Удлинение крыла : 8,41
- Вес пустой : 4626 кг
- Взлетный вес: 8572 кг
- Максимальная скорость: 306 км/ч на тяге
- Скорость сваливания: 127 км/ч
- Нагрузка на крыло: 105,7 кг/м²

## Использование в авиации
Планёры Waco CG-13 использовались в воздушно-десантных войсках США во время и после Второй мировой войны. Последний из планёров был списан в 1947 году.
Для их буксировки использовались транспортные самолёты Douglas C-47, Curtiss C-46 и Douglas C-54.
Планёры CG-13 практически не применялись в боевых операциях, их использовали только для переброски войск и грузов в Англии и Франции.